# Governo Ghannouchi II

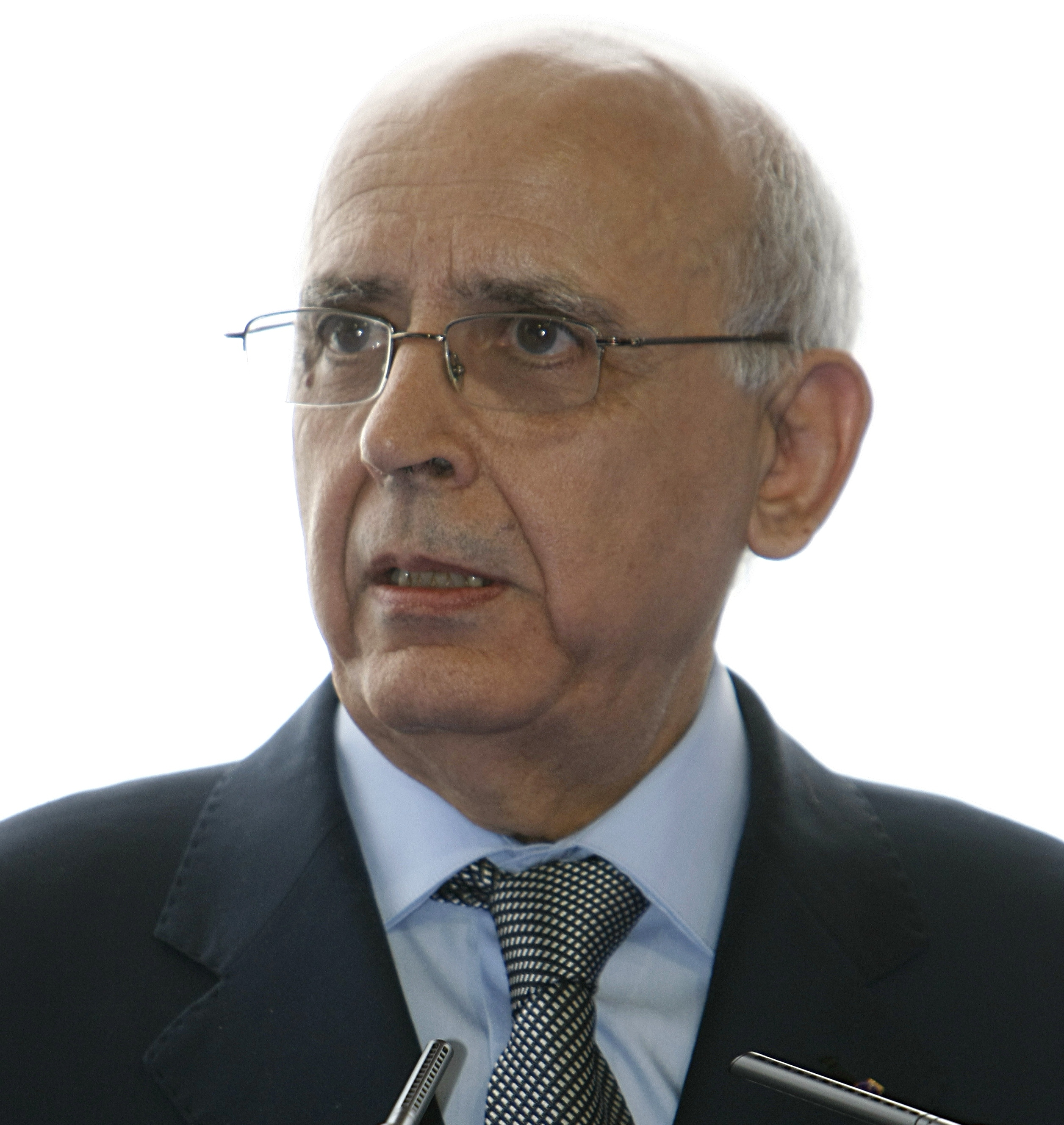
Mohamed Ghannouchi

Il governo Ghannouchi II è stato l'esecutivo della Tunisia dal 17 gennaio al 27 febbraio 2011 ed è stato il secondo consecutivo guidato da Mohamed Ghannouchi. 
Il governo, nato come governo di unità nazionale, è il primo multipartitico nella storia della Tunisia ed ha subito un importante rimpasto già il 27 gennaio 2011. 
Il governo Ghannouchi II è nato a seguito degli eventi determinati dalla sommosse popolari del dicembre 2010 e del gennaio 2011 che hanno portato il Presidente della Repubblica Zine El-Abidine Ben Ali a lasciare il Paese venendo sostituito da Fouad Mebazaâ quale presidente ad interim il 14 gennaio 2011. L'incarico di formare un governo di transizione veniva assegnato al già primo ministro dal 1999 Ghannouchi il quale inseriva nella compagine governativa, assieme a componenti del partito di Ben Ali, il Raggruppamento Costituzionale Democratico, anche esponenti dei partiti di opposizione e della società civile. In particolare hanno ricevuto incarichi rappresentanti dell'Ettajdid, movimento di opposizione di sinistra e Ahmed Najib Chebbi, capo del Partito Democratico Progressista, opposizione non rappresentata in parlamento. Anche il principale sindacato dei lavoratori, l'Unione Generale Tunisina del Lavoro, ha ricevuto incarichi, però subito rimessi.
Tra le novità proposte dal governo vi è stata l'abolizione del ministero dell'Informazione. Slim Amamou, esponente del Partito Pirata e blogger, tra le principali voci della cosiddetta rivoluzione del gelsomino, è stato nominato sottosegretario.
La permanenza degli esponenti dell'RCD nei posti chiave del governo ha fatto sì che le manifestazioni di piazza proseguissero, chiedendo l'opinione pubblica il completo allontanamento del partito che aveva monopolizzato la vita politica del Paese per decenni. Il 20 gennaio i ministri Grira, Morjane, Friaâ, Rouissi, M'dhaffer, come già lo stesso Ghannouchi il 18, decidono di lasciare l'RCD e con il rimpasto del 27 gennaio nessun esponente dell'RCD è più presente nel governo.
Il 27 febbraio 2011, dopo nuovi scontri tra manifestanti e polizia che hanno provocato la morte di 5 persone, Mohamed Ghannouchi, criticato dalla piazza in quanto legato al vecchio potere, annuncia le sue dimissioni nel corso di una conferenza stampa a Tunisi, dichiarando di non essere "uomo della repressione" e auspicando la concordia nazionale. Al suo posto è stato nominato primo ministro Beji Caid Essebsi, già ministro degli Affari Esteri durante la presidenza di Bourguiba.

## Composizione del governo
| Portafoglio                                                           | Ministro al 10 gennaio            | Partito  | Ministro al 27 gennaio      | Partito  |
| --------------------------------------------------------------------- | --------------------------------- | -------- | --------------------------- | -------- |
| Primo ministro                                                        | Mohamed Ghannouchi                | RCD      | Mohamed Ghannouchi          |          |
| Ministro della Giustizia                                              | Lazhar Karoui Chebbi              |          | Lazhar Karoui Chebbi        |          |
| Ministro della Difesa Nazionale                                       | Ridha Grira                       | RCD      | Abdelkarim Zebidi           |          |
| Ministro degli Affari Esteri                                          | Kamel Morjane dimissionario       | RCD      | Ahmed Ounaies dimissionario |          |
| Ministero degli Interni                                               | Ahmed Friaâ                       | RCD      | Farhat Rajhi                |          |
| Ministro degli Affari Religiosi                                       | Laroussi Mizouri                  |          | Laroussi Mizouri            |          |
| Ministro dello Sviluppo Regionale e Locale                            | Ahmed Néjib Chebbi                | PDP      | Ahmed Néjib Chebbi          | PDP      |
| Ministro dell'Istruzione Superiore e della Ricerca Scientifica        | Ahmed Brahim                      | Ettajdid | Ahmed Brahim                | Ettajdid |
| Ministro della Salute Pubblica                                        | Mustapha Ben Jaafar dimissionario | FDTL     | Habiba Zéhi Ben Romdhane    |          |
| Ministro del Commercio e del Turismo                                  | Mohamed Jegham                    | RCD      | Mehdi Houas                 |          |
| Ministro dell'Educazione                                              | Taïeb Baccouche                   |          | Taïeb Baccouche             |          |
| Ministro degli Affari Sociali                                         | Moncer Rouissi                    | RCD      | Mohamed Naceur              |          |
| Ministro dell'Agricoltura e dell'Ambiente                             | Habib M'barek                     | RCD      | Mokhtar Jalleli             |          |
| Ministro della Pianificazione e della Cooperazione Internazionale     | Mohamed Nouri Jouini              |          | Mohamed Nouri Jouini        |          |
| Ministro dell'Industria e della Tecnologia                            | Afif Chelbi                       |          | Afif Chelbi                 |          |
| Ministro delle Finanze                                                | Ridha Chalghoum                   | RCD      | Jelloul Ayed                |          |
| Ministro della Cultura                                                | Moufida Tlatli                    |          | Ezzedine Bach Chaouech      |          |
| Ministero degli Affari Femminili                                      | Lilia Labidi                      |          | Lilia Labidi                |          |
| Ministro dei Trasporti e dei Lavori Pubblici                          | Slaheddine Malouche               | RCD      | Yacine Ibrahim              |          |
| Ministro della Formazione e Lavoro                                    | Houssine Dimassi dimissionario    | UGTT     | Saïd Aydi                   |          |
| Ministro della Gioventù e dello Sport                                 | Mohamed Aloulou                   |          | Mohamed Aloulou             |          |
| Ministro presso il Primo Ministro                                     | Abdeljelil Bédoui dimissionario   | UGTT     | -                           |          |
| Ministro presso il Primo Ministro per lo Sviluppo Amministrativo      | Zouheir M'dhaffer dimissionario   | RCD      | -                           |          |
| Ministro presso il Primo Ministro per l'Economia e le Riforme Sociali | -                                 |          | Elyes Jouini                |          |